# (32338) 2000 QS87
2000 كيو أس 87 (ويعرف أيضًا باسم (32338) 2000 كيو أس 87 وفق تسمية الكوكب الصغير) (بالإنجليزية: 2000 QS87)‏ هو كويكب ضمن حزام الكويكبات؛ وترتيبه 32338 من حيث الاكتشاف.
اكتُشف هذا الجُرم الفلكي بواسطة بحث لنكولن عن الكويكبات القريبة من الأرض في 25 أغسطس 2000.

## وصلات خارجية
- (32338) 2000 QS87 في قاعدة بيانات مختبر الدفع النفاث لأجرام النظام الشمسي الصغيرة

- الاكتشاف · مخطط المدار ·  العناصر المدارية · المعلمات المادية

- (32338) 2000 QS87 على موقع ويكي سكاي: DSS2, SDSS, GALEX, IRAS, Hydrogen α, X-Ray, Astrophoto, Sky Map, Articles and images